# Vụ rơi máy bay Boeing 707 của Saha Airlines 2019
Vào ngày 14 tháng 1 năm 2019, một chiếc Boeing 707 do Saha Airlines vận hành đã bị rơi tại căn cứ không quân Fath, Iran. 15 trong số 16 người trên máy bay đã thiệt mạng.

## Máy bay
Máy bay bị tai nạn là một chiếc Boeing 707-3J9C, c/n 21128, đăng ký EP-CPP. Chiếc máy bay thuộc sở hữu của Không quân Cộng hòa Hồi giáo Iran và đã được Saha Airlines thuê. Máy bay đã 41 tuổi.
Máy bay đã bay lần đầu tiên vào ngày 19 tháng 11 năm 1976 và được giao vào tháng đó cho Không quân Hoàng gia Iran là 5-8312. Nó đã được chuyển cho Saha Airlines vào ngày 27 tháng 2 năm 2000 và được đăng ký lại EP-SHK. Nó đã bị hư hại đáng kể do sự cố động cơ không rõ nguyên nhân vào ngày 3 tháng 8 năm 2009 trong khi trên chuyến bay từ Sân bay Quốc tế Ahvaz đến Sân bay Quốc tế Mehrabad, Teheran. Một cuộc hạ cánh khẩn cấp đã được thực hiện tại Ahvaz; Máy bay sau đó đã được sửa chữa. Nó đã được trả lại cho Không quân Cộng hòa Hồi giáo Iran vào tháng 12 năm 2015 và trở lại Saha Airlines vào tháng 5 năm 2016, đã đăng ký EP-CPP.

## Tai nạn
Máy bay đang trên một chuyến bay chở hàng quốc tế từ Sân bay Quốc tế Manas, Bishkek, Kyrgyzstan, đến Sân bay Quốc tế Payam, Karaj, Iran. Được biết, máy bay đã hạ cánh khẩn cấp xuống căn cứ không quân Fath, với một số nguồn tin cho rằng máy bay đã hạ cánh ở đó do lỗi. Điều kiện thời tiết xấu đã được báo cáo. Máy bay tràn qua đường băng, đâm xuyên qua một bức tường và dừng lại khi va chạm với một ngôi nhà ở thị trấn Safadasht. Một vụ cháy sau sự cố đã bùng phát. Các báo cáo ban đầu cho số người trên máy bay là 16 hoặc 17, tất cả trừ một trong số họ đã chết. Người duy nhất sống sót, kỹ sư máy bay, đã được đưa đến Bệnh viện Shariati trong tình trạng nguy kịch. Không ai trên mặt đất bị thương.

## ĐIều tra

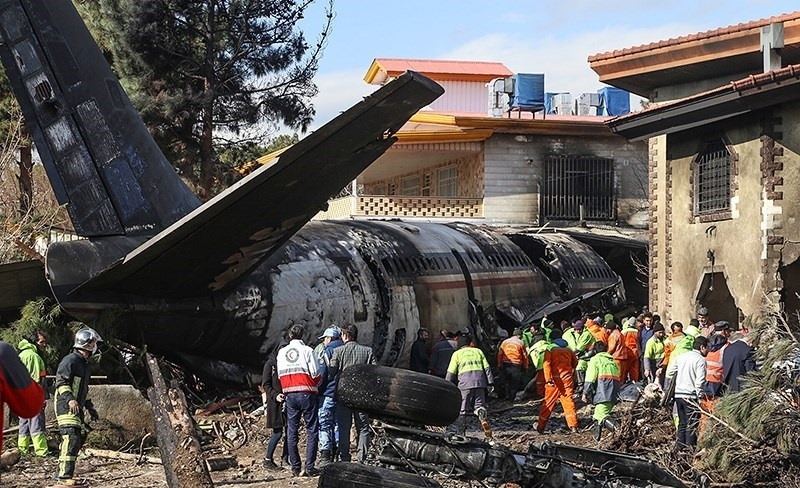
Xác máy bay Boeing 707 xấu số